# Stazione di Takasaki-Tonyamachi
La Stazione di Takasaki-Tonyamachi (高崎問屋町駅?, Takasakitonyamachi-eki) è una stazione ferroviaria di Takasaki, nella prefettura di Gunma gestita dalla JR East.

## Linee e servizi
JR East
■ Linea Shōnan-Shinjuku
■ Linea Jōetsu
■ Linea Ryōmō
■ Linea Agatsuma

## Struttura
La stazione è costituita da due banchine laterali con 2 binari totali collegati da sovrappassaggi.
| 1 | ■ Linea Jōetsu   | per Shibukawa e Minakami                          |
| 1 | ■ Linea Agatsuma | per Shibukawa, Nakanojō e Naganohara-Kusatsuguchi |
| 1 | ■ Linea Ryōmō    | per Maebashi, Isesaki, Kiryū e Oyama              |
| 2 | ■ Linea Jōetsu   | per Takasaki, Ueno, Shinjuku e Yokohama           |

## Stazioni adiacenti
| «              | Servizio       | »              |
| Linea Jōetsu   | Linea Jōetsu   | Linea Jōetsu   |
| Linea Agatsuma | Linea Agatsuma | Linea Agatsuma |
| Linea Ryōmō    | Linea Ryōmō    | Linea Ryōmō    |
| -------------- | -------------- | -------------- |
| Takasaki       | Tutti i treni  | Ino            |